# Anton Eduard Kieldrup
Anton Eduard Kieldrup (født 16. februar 1826 i Haderslev, død 22. maj 1869 i København) var en dansk landskabsmaler.
Kieldrup var søn af skibsfører, senere forpagter, Jens Kieldrup, og lærte malerhåndværket i Haderslev. Efter at være kommet til København besøgte han Kunstakademiet (1845 – 47) og lagde sig efter landskabsmaleriet. Han begyndte at udstille 1849, gjorde et par studierejser i Norge og søgte allerede i 1851 og 1852 om Akademiets rejseunderstøttelse, dog uden den gang at kunne komme i betragtning. Først efter et ophold for egen regning i München (1858-59) og efter i flere år at have udstillet landskaber, som viste en god og lovende fremgang, fik han i 1863 en akademisk rejseunderstøttelse.
Denne rejse, navnlig hans ophold i Düsseldorf om vinteren, påvirkede ham i mindre gunstig retning, så at farven i hans billeder vel meget fik et tillært modepræg. Men nye studier i hjemmets natur fortrængte snart den tyske skoles indflydelse, og senere arbejder stod friske og naturlige i opfattelsen, bl.a. gengav han det indre af skoven på en smuk og tiltalende måde. Han hørte til den yngre kreds af landskabsmalere, der med alvor og talent gengav fædrelandets natur, da døden bortrev ham 22. maj 1869. Han var gift med Marie født Simonsen.
Kieldrup er begravet på Garnisons Kirkegård.

## Værker
Flere af Kieldrups malerier findes på danske museer: 2 studier fra Furesøen, Grusgrav ved jysk fjord, Septemberdag, Farum og Skovvej langs en sø, Farum finder man i Den Hirschsprungske Samling.
Bornholms Museum har Tørre ovn og Hammershus, mens Sønderborg Slot har Høstfolk i skovbryn og Sommerspiret på Møns Klint.
På Statens Museum for Kunst finder man Studie fra Furesøen, mens Et ellekrat er deponeret på Sønderborg Slot.
I Flensborg har Städtisches Museum Hammershus og Et bondehus ved Mosel.
Derudover findes Kieldrups værker på Haderslev Museum og i Kobberstiksamlingen.

## Billeder
| - Værker af Anton Eduard Kieldrup - Onkel Biaggis sommerbolig i Ermelunden, 1845 - Dansk sommerlandskab med stavmølle, 1847 - Hammershus ruiner på Bornholm, 1848 - Parti ved Taarbæk, 1848 - Sommerdag ved Roskilde Domkirke. Ca. 1848 - Fra Hønefoss, 1855 - To børn plukker hindbær en sommerdag, 1855 - Høstarbejdere ros over fjorden, 1856 - Parti fra floden Mosel ved Gondorf, 1863 - Silkeborg Vandmølle Mellem 1844 og 1869 - Sydtysk landskab med snoet sti, der fører ned til en dal. Mellem 1845 og 1869 - Landskab med mølle, ukendt dato |